# Loris Brogno
Loris Brogno (Charleroi, 18 settembre 1992) è un calciatore belga, attaccante del Mons.

## Carriera

### Club
Cresciuto nelle giovanili del Charleroi, ha esordito il 23 febbraio 2011 in un match perso 3-0 contro il Cercle Bruges.

## Statistiche

### Presenze e reti nei club
Statistiche aggiornate al 16 gennaio 2018.
| Stagione          | Squadra           | Campionato        | Campionato | Campionato | Coppe nazionali | Coppe nazionali | Coppe nazionali | Coppe continentali | Coppe continentali | Coppe continentali | Altre coppe | Altre coppe | Altre coppe | Totale | Totale | Totale |
| Stagione          | Squadra           | Comp              | Pres       | Reti       | Comp            | Pres            | Reti            | Comp               | Pres               | Reti               | Comp        | Pres        | Reti        | Pres   | Reti   |        |
| ----------------- | ----------------- | ----------------- | ---------- | ---------- | --------------- | --------------- | --------------- | ------------------ | ------------------ | ------------------ | ----------- | ----------- | ----------- | ------ | ------ | ------ |
| 2010-2011         | Charleroi         | PL                | 1          | 0          | CB              | 0               | 0               |                    | -                  | -                  |             | -           | -           | 1      | 0      |        |
| gen.-giu. 2012    | OH Lovanio        | PL                | 6          | 1          | CB              | 0               | 0               |                    | -                  | -                  |             | -           | -           | 6      | 1      |        |
| 2012-2013         | OH Lovanio        | PL                | 7          | 0          | CB              | 1               | 0               |                    | -                  | -                  |             | -           | -           | 8      | 0      |        |
| 2013-gen. 2014    | OH Lovanio        | PL                | 0          | 0          | CB              | 0               | 0               |                    | -                  | -                  |             | -           | -           | 0      | 0      |        |
| Totale OH Lovanio | Totale OH Lovanio | Totale OH Lovanio | 13         | 1          |                 | 0               | 0               |                    | -                  | -                  |             | -           | -           | 13     | 1      |        |
| gen.-giu. 2014    | Lommel Utd        | TK                | 29         | 7          | CB              | 2               | 0               |                    | -                  | -                  |             | -           | -           | 31     | 7      |        |
| 2014-2015         | Mons              | TK                | 31         | 8          | CB              | 1               | 0               |                    | -                  | -                  |             | -           | -           | 32     | 8      |        |
| 2015-2016         | Sparta Rotterdam  | EED               | 35         | 16         | CO              | 2               | 1               |                    | -                  | -                  |             | -           | -           | 37     | 17     |        |
| 2016-2017         | Sparta Rotterdam  | ERE               | 22         | 7          | CO              | 5               | 1               |                    | -                  | -                  |             | -           | -           | 27     | 8      |        |
| 2017-2018         | Sparta Rotterdam  | ERE               | 13         | 1          | CO              | 1               | 0               |                    | -                  | -                  |             | -           | -           | 14     | 1      |        |
| Totale Carriera   | Totale Carriera   | Totale Carriera   | 144        | 40         |                 | 12              | 2               |                    | -                  | -                  |             | -           | -           | 156    | 42     |        |

## Palmarès

### Club
- Eerste Divisie: 1

Sparta Rotterdam: 2015-2016